# Dasylophia robusta
Dasylophia robusta är en fjärilsart som beskrevs av Jones 1908. Dasylophia robusta ingår i släktet Dasylophia och familjen tandspinnare. Inga underarter finns listade i Catalogue of Life.